# Caspoggio
Caspoggio är en ort och kommun i provinsen Sondrio i regionen Lombardiet i Italien. Kommunen hade 1 374 invånare (2018).